# 6323 Karoji
6323 Karoji (1991 CY1) là một tiểu hành tinh vành đai chính được phát hiện ngày 14 tháng 2 năm 1991 bởi Endate & Watanabe ở Kitami.